# 迈克尔·阿特金森
迈克尔·凯文·阿特金森（英語：Michael Kevin Atkinson，1964年5月16日—）是一名美国律师，曾在美国司法部工作15年。2018年5月17日，就任第二任美国情报界总监。
2019年，美國總統特朗普在電話中施壓烏克蘭總統澤連斯基，要求其調查拜登父子，但一匿名舉報人將特朗普施壓一事透露給阿特金森，阿特金森又將這些信息轉交給美國国会。這些舉動促使美國众议院開始调查特朗普，而在白宫阻止政府官员出席国会听证期间，阿特金森依然出席美國众议院情报委员会的闭门听证。最終美國眾議院發起特朗普弹劾案。
2020年4月3日，特朗普告知美國参议院，他決定革除阿特金森職務，阿特金森将在30天後離職。

## 外部鏈接
- Senate Select Committee on Intelligence Questionnaire (Page 92) （页面存档备份，存于）